# Limnophila (Limnophila) circumscripta
Limnophila (Limnophila) circumscripta is een tweevleugelige uit de familie steltmuggen (Limoniidae). De soort komt voor in het Australaziatisch gebied.